# Stena Britannica (schip, 2010)
De Stena Britannica is het zusterschip van de Stena Hollandica. Samen onderhouden ze de veerdienst Hoek van Holland-Harwich. De schepen zijn speciaal ontworpen voor de route op de Noordzee. Ze kwamen in 2010 in de vaart.
Het schip heeft rijbanen voor het vervoeren van auto's.